# Bernard Salomon
Pour les articles homonymes, voir Salomon.
Bernard Salomon (né au début du XVIe siècle - décédé après 1561) est un peintre, dessinateur et graveur français du XVIe siècle.

## Historiographie et dénomination
Le premier catalogue de bonne qualité de ces œuvres est composé par Natalis Rondot en 1897,.

## Biographie

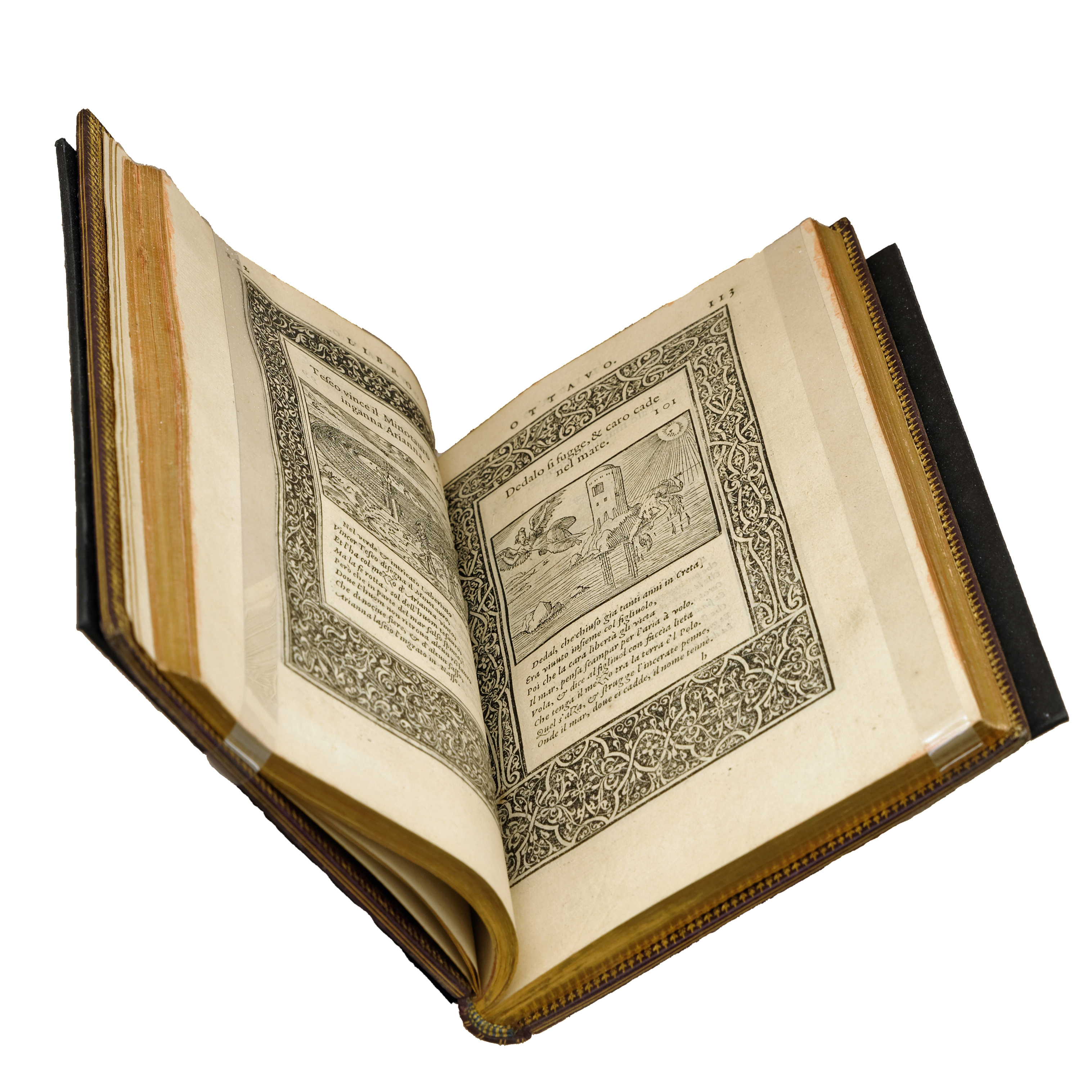
Gravure de Bernard Salomon dans : Claude Paradin, Quadrins historiques de la Bible, Lyon, Jean de Tournes, 1555.

La connaissance de la vie de Bernard Salomon (dit aussi le Petit Bernard, B. Gallus ou Gallo) est à ce jour très lacunaire.

### Origine et formation
Son lieu de naissance n'est pas connu, il est possible que ce soit Lyon. Des auteurs l'ont rapproché d'une famille de ceinturiers lyonnais présent dans la ville depuis le XVe siècle.
De même, il n'existe aucune certitude sur son lieu de formation, et les hypothèses le faisant aller à Paris pour apprendre son métier semblent être superflues, la cité rhodanienne étant riche en graveur sur bois capable de lui enseigner les bases de son art.

### Vie lyonnaise
Les chroniques l'évoquent pour la première fois pour l'entrée du cardinal d'Este à Lyon en 1540.
Il est marié deux fois, sa première épouse étant Anne Marmot, avec qui il a une fille, Antoinette Salomon, qui épouse l'imprimeur Robert Granjon et un fils : Jean Salomon. Sa deuxième épouse est Louise Missilieu.
On lui connait trois domicile, le dernier étant situé vers les rues Pizay et de l'Arbre-Sec.

## L'art de Bernard Salomon

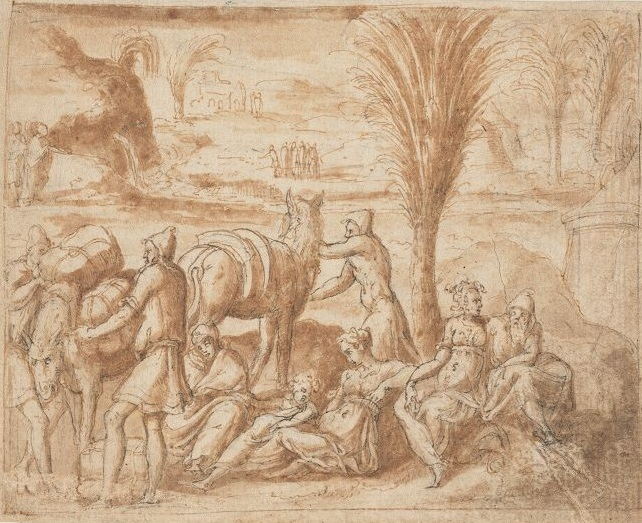
« Le Campement d'Hébreux à Elim » (Houghton Library).

### Peinture
Bernard Salomon a une activité de peintre que ce soit pour exécuter des façades à la manière italienne ou pour réaliser des décors d'entrées solennelles. Il dirige la réalisation des peintures pour l'entrée de Henri II en 1548, pour celle du gouverneur Jacques d'Albon, pour les fêtes qui célèbrent le traité de Cateau-Cambrésis en 1559. Il est également mandaté pour diriger les peintures de l'entrée du cardinal Alexandre Farnèse à Carpentras en 1553.
Pour la réalisation des entrées lyonnaises, il travaille en coordination avec Maurice Scève ou Barthélémy Aneau. Cela indique bien la place importante qu'il avait au sein du milieu humaniste lyonnais.

### Gravure
Il est toutefois bien plus connu comme graveur. Il nous reste en effet très peu de ses peintures, le plus souvent sous la forme de gravure dans des livres consacrés à des festivités. En revanche, plus de mille six cents gravures nous sont parvenues. Il semble qu'il ait travaillé en atelier, où d'autres graveurs l'aidaient sans atteindre sa qualité artistique. Les catégories d’ouvrages qu'il illustre sont : la Bible, les livres d’emblèmes, les œuvres scientifiques, les œuvres littéraires, les livres de fête.
Le plus ancien livre où figure des illustrations lui étant attribuées est un ouvrage d'emblèmes écrit par Guillaume de la Perrière réédité par Jean Ier de Tournes en 1545. Bernard Salomon réalise pour cela une centaine de gravures de petits formats.
Antoine du Verdier, en 1585, le signale comme étant un « très excellent tailleur d’histoires ».
Il travaille en étroite collaboration avec l'imprimeur Jean Ier de Tournes et est son principal illustrateur. Ensemble, ils ont composé plusieurs chefs-d'œuvre de l'édition lyonnaise, dont la bible de 1557 et les Métamorphoses d’Ovide, de la même année. Il semblerait que dans ce dernier ouvrage, La Métamorphose d'Ovide figurée, les vers d'Ovide furent traduits par Jean de Vauzelles (1495-1557).

### Illustrations pourLes Métamorphosesd'Ovide
L’édition de 1557 publiée par Jean I Tournes est illustrée de 178 gravures par Bernard Salomon. Ces gravures accompagnent le texte d’Ovide. Le format est emblématique de la collaboration entre Tournes et Salomon qui existe depuis leur association au milieu des années 1540, c’est-à-dire que les pages se construisent autour d’un titre, d’une gravure avec huitain et d’une bordure soignée.
Les 178 gravures n’ont pas toutes été réalisées d’un seul élan pour le texte intégral mais prennent racines dans une réédition des deux premiers livres en 1549. Jean I Tournes réédite une version de 1546 qui n’avait pas été illustrée. Bernard Salomon prépare alors vingt-deux gravures pour ce premier projet.

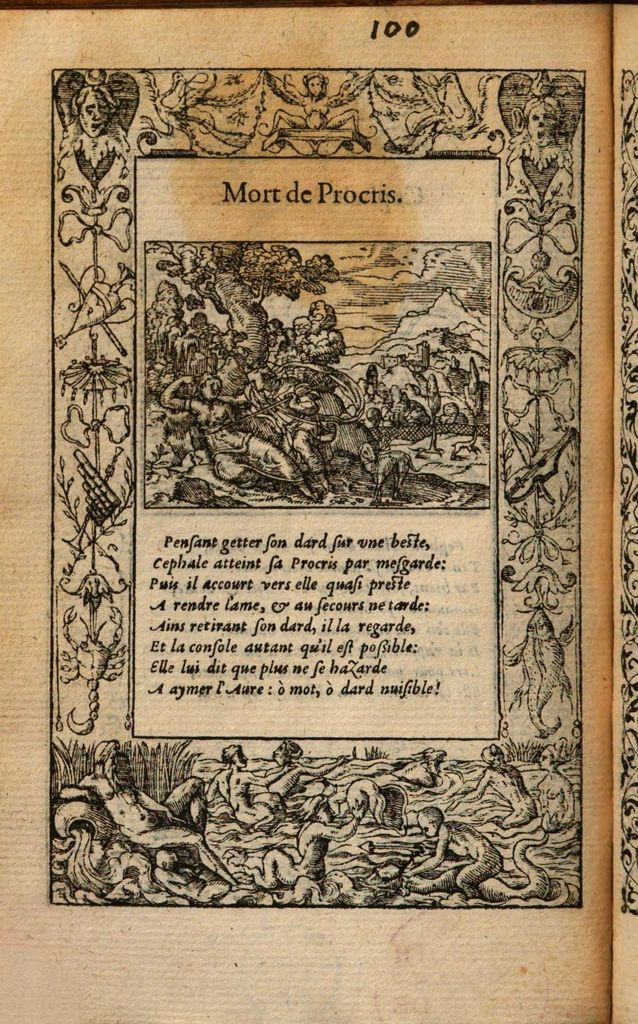
Mort de Procris dans La Métamorphose d'Ovide figurée de Bernard Salomon.

Bernard Salomon fait preuve d’un esprit fort quant à ses choix d’illustrations. Les Métamorphoses est un texte extrêmement riche et complexe, Salomon choisit de mettre l’accent sur des épisodes qui peuvent être considérés comme secondaires — en tout cas moins connus — en leur accordant une illustration aussi soignée que les autres. Par exemple, aux côtés des métamorphoses de Narcisse (III, 339-510), Daphné (I, 416-567) ou Europe (II, 708-875), est représentée la mort tragique de Procris, tuée par le javelot de son amant Céphale (VII, 661-865). Salomon fait preuve d’un réel souci d’exhaustivité, il n’hésite pas à regrouper plusieurs scène en une illustration ou à diviser un épisode en plusieurs illustrations.

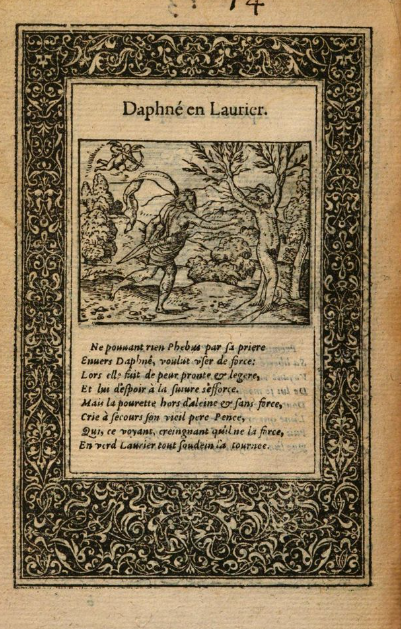
Daphné en Laurier dans La Métamorphose d'Ovide figurée de Bernard Salomon (1557).

Bernard Salomon a regardé plusieurs éditions illustrées antérieures des Métamorphoses avant de travailler à ses gravures sans pour autant les dépouiller d’une réelle originalité. Dans son livre Bernard Salomon. Illustrateur lyonnais, Peter Sharratt mentionne que les planches de cette édition et de la Bible sont celles qui en font le plus preuve et qu’elles se construisent plutôt sur « un mélange de souvenir ». Parmi les éditions antérieures qu’il a consulté, une se démarque particulièrement : Metamorphoseos vulgare publiée à Venise en 1497. On remarque d’ailleurs des similitudes dans la composition de certains épisodes comme c’est le cas pour la « Création du Monde » ou encore « Apollon et Daphné ». Salomon a aussi utilisé le canon bellifontain pour dessiner ses figures, témoignage de ses premières années en tant que peintre. Il a entre autres réalisé un certain nombre de fresques à Lyon – fresques pour lesquelles il s’est inspiré des récents travaux de Fontainebleau.

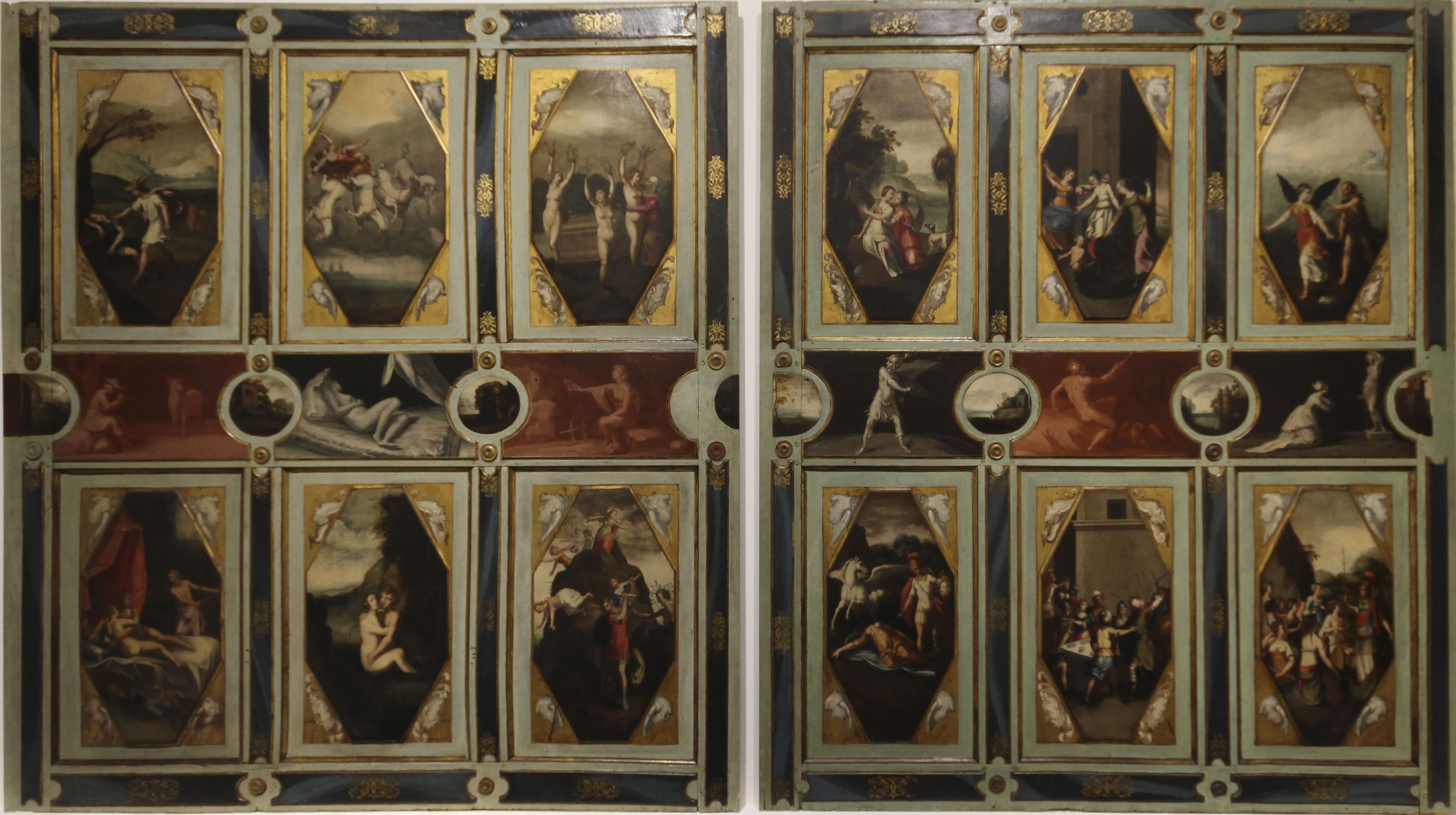
Boiseries d'après La Métamorphose d'Ovide figurée par François de Dijon, Lyon.

Plus connu de son vivant justement pour son travail de peintre, les planches de La Métamorphose d’Ovide figurée ont néanmoins marquées ses contemporains. Elles ont en effet participé à la célébration des textes d’Ovide dans leur dimension hédoniste. Quant à l’historiographie, le travail de Bernard Salomon pour cet ouvrage est remarqué :
Panofsky parle de : « gravures sur bois d’une influence extraordinaire » et l’historien de l’art américain Rensselaer W. Lee parle d’ « un évènement de grande portée dans l’histoire de l’art ».
Il existe aujourd’hui des boiseries au musée des Beaux-arts ou des tissus de Lyon qui reprennent le modèle des gravures de Salomon pour La Métamorphose d’Ovide figurée de 1557.

## Catalogue de ses œuvres
Les principaux catalogues des œuvres de Bernard Salomon sont fournis dans les ouvrages de Natalis Rondot et de Peter Sharratt.

### Ouvrages imprimés
- Guillaume de La Perrière, ouvrage d'emblèmes, Jean I de Tournes, 1545
- André Alciat, Emblèmes, Jean de Tournes, 1547
- Ésope, Fables, Jean de Tournes, 1547
- Maurice Scève, La Saulsaye, Jean de Tournes, 1547[9]

Cette édition présente la célèbre vue de Lyon avec les deux bergers et la Saône en premier plan.
- Il Petrarca, Jean de Tournes, 1547 et 1550

Dans cet ouvrage il grave les portraits de Pétrarque et de Laure.
- Marguerite de Navarre, Margerites de la Marguerite des princesses, 1547

Salomon illustre de vingt saynètes le conte la Coche.
- Claude Paradin, Devises héroïques, 1551
- Guillaume Guéroult, Hymnes du temps et de ses parties, 1560

Il s'agit du dernier ouvrage illustré par Salomon connu.

### Galerie

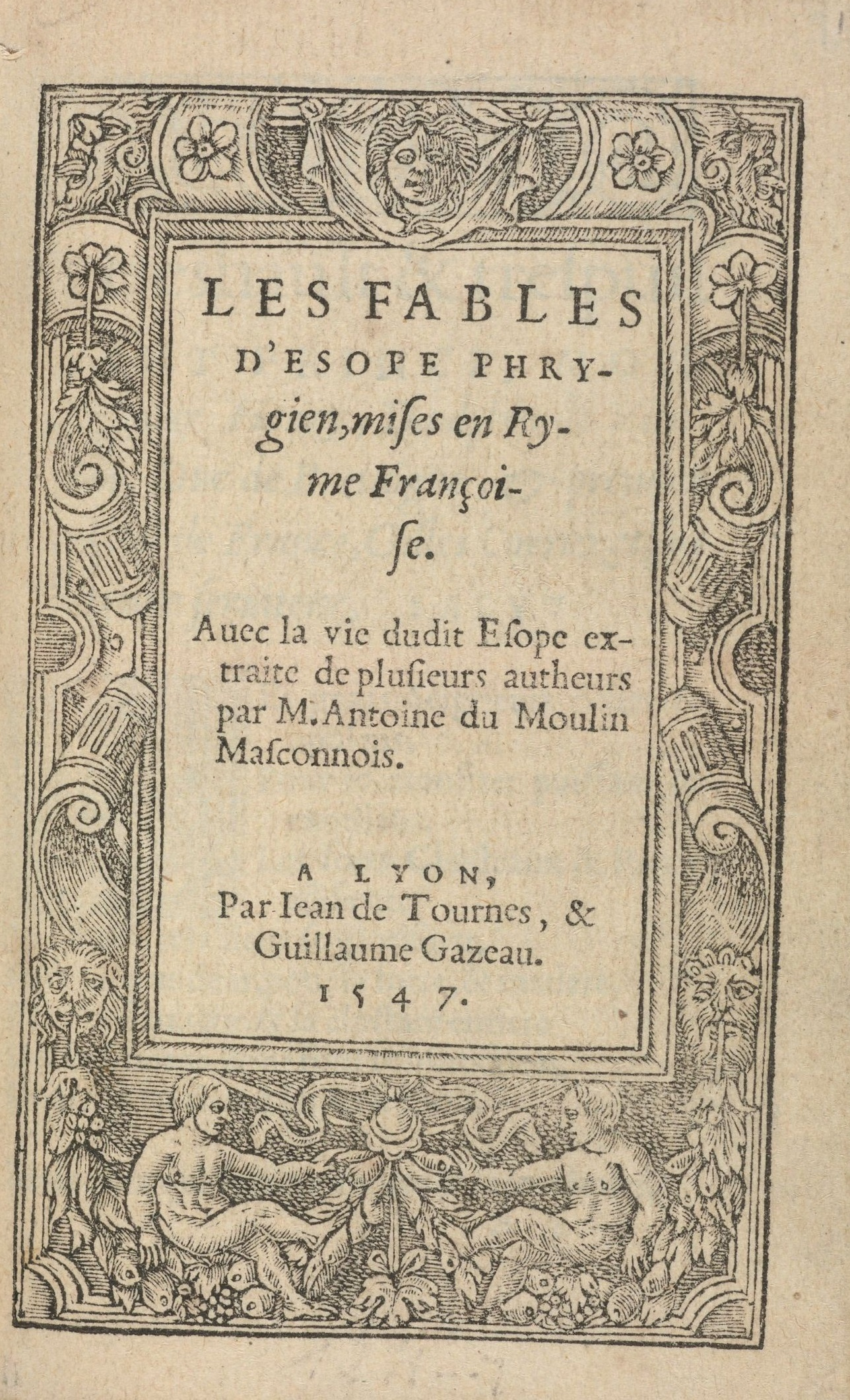
Page de titre des Fables d’Esope phrygien, 1547, Houghton Library, Harvard University, Typ 515.47.123.
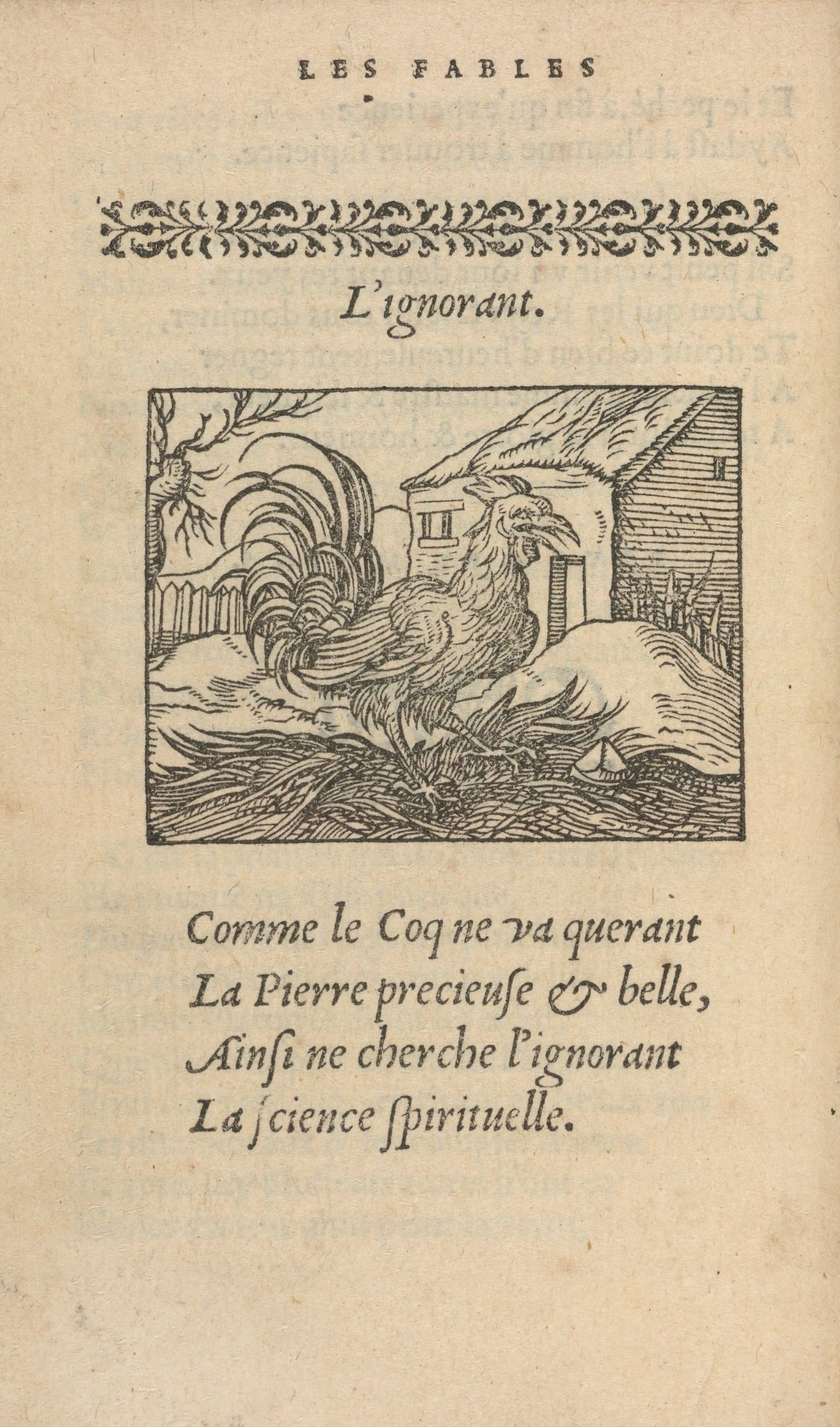
« L'Ignorant », dans Les Fables d’Esope phrygien, 1547, Houghton Library, Harvard University, Typ 515.47.123.
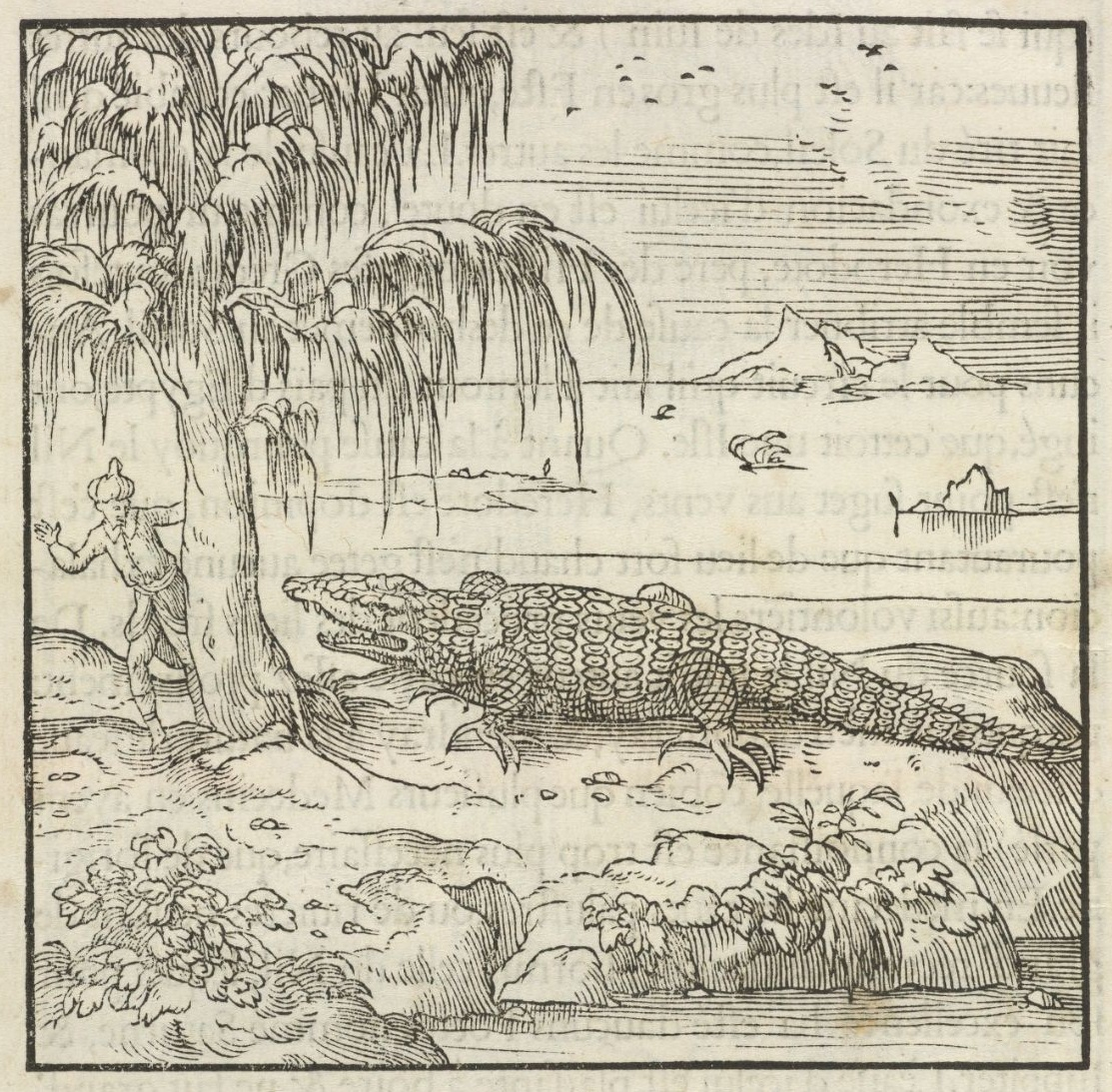
Illustration de la page 141 de Cosmographie de Levant, 1556, Houghton Library, Harvard University, Typ 515.56.831.
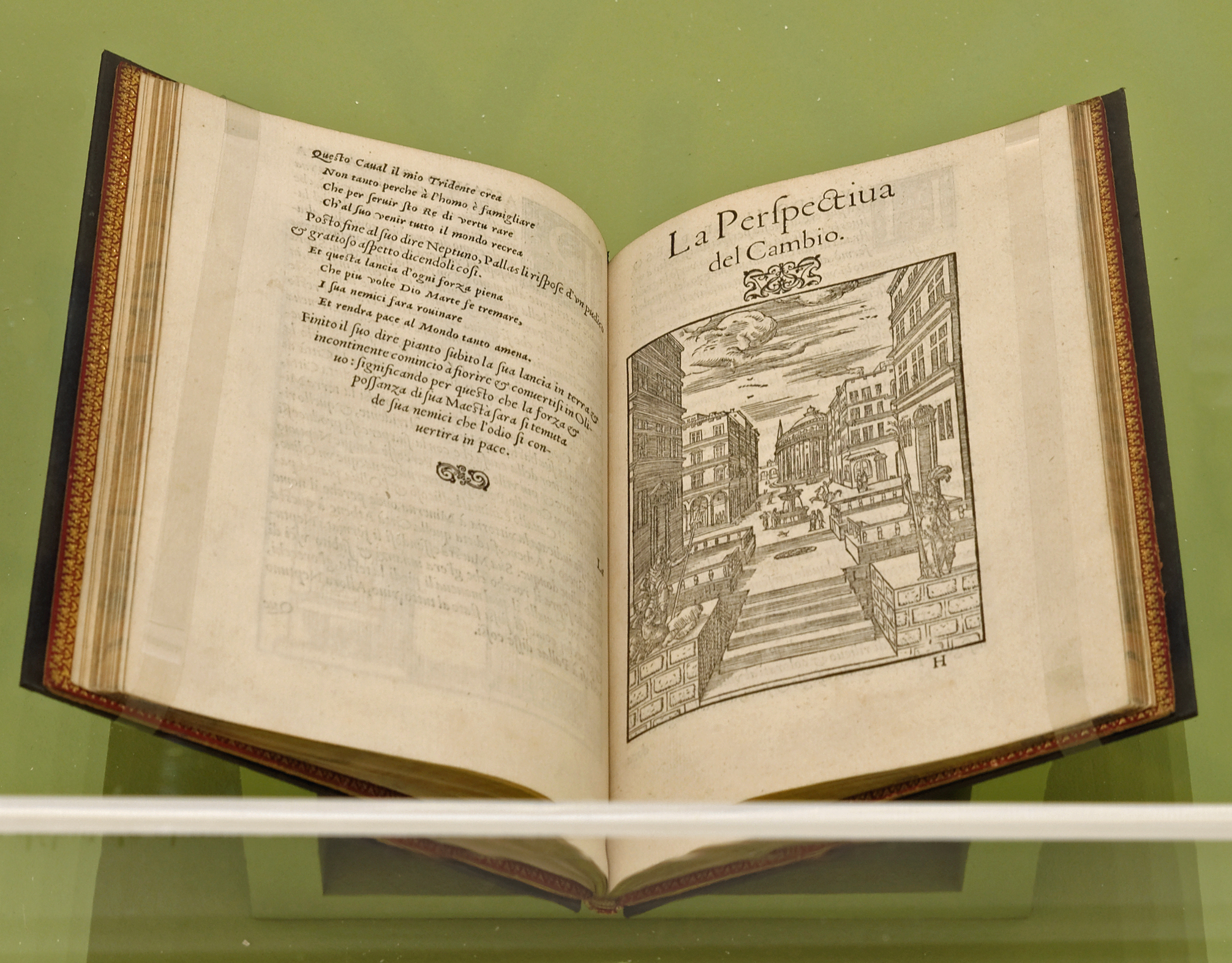
« La Perspective du Change »
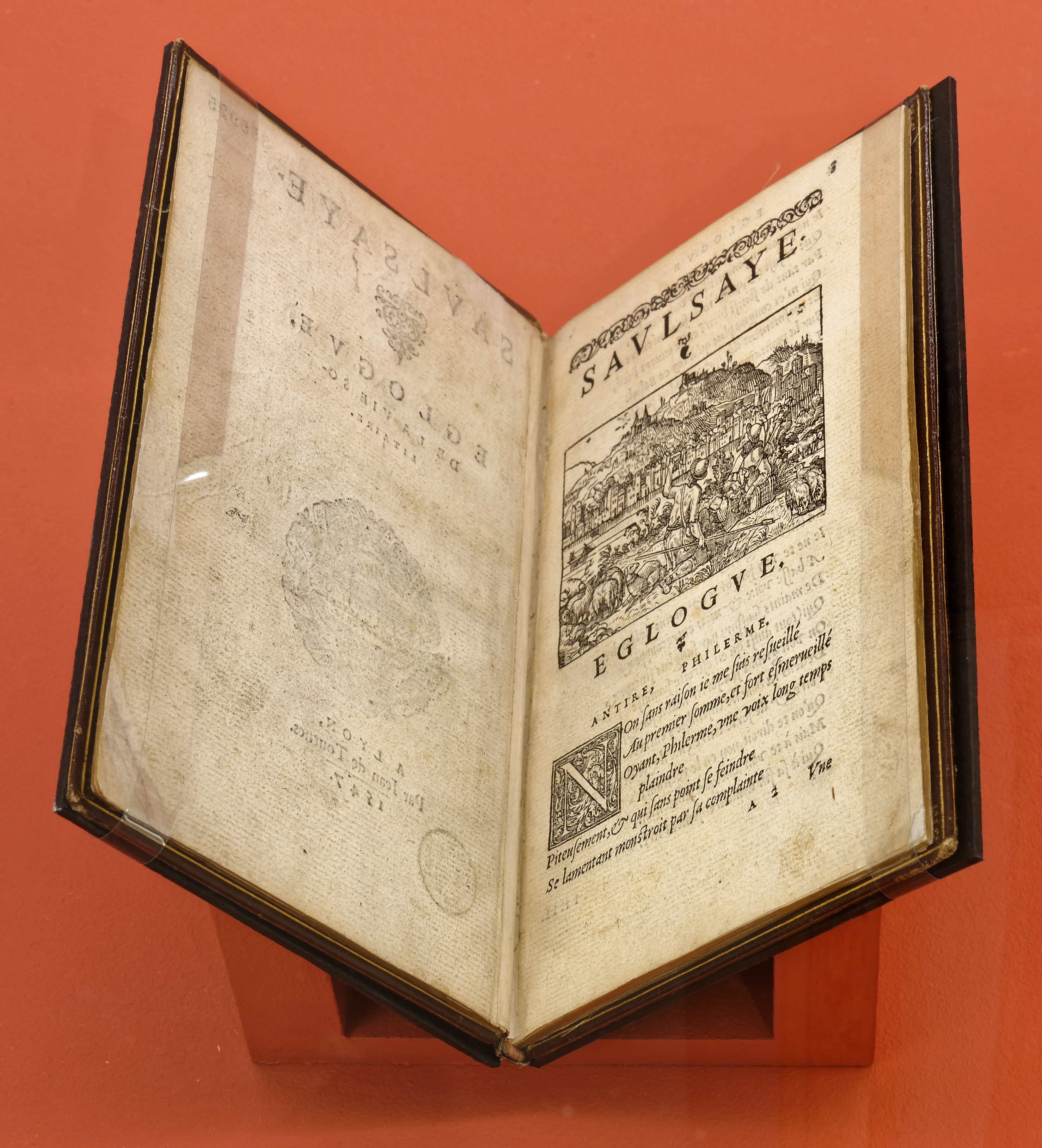
« Vue de Lyon », illustration de la Saulsaye de Maurice Scève
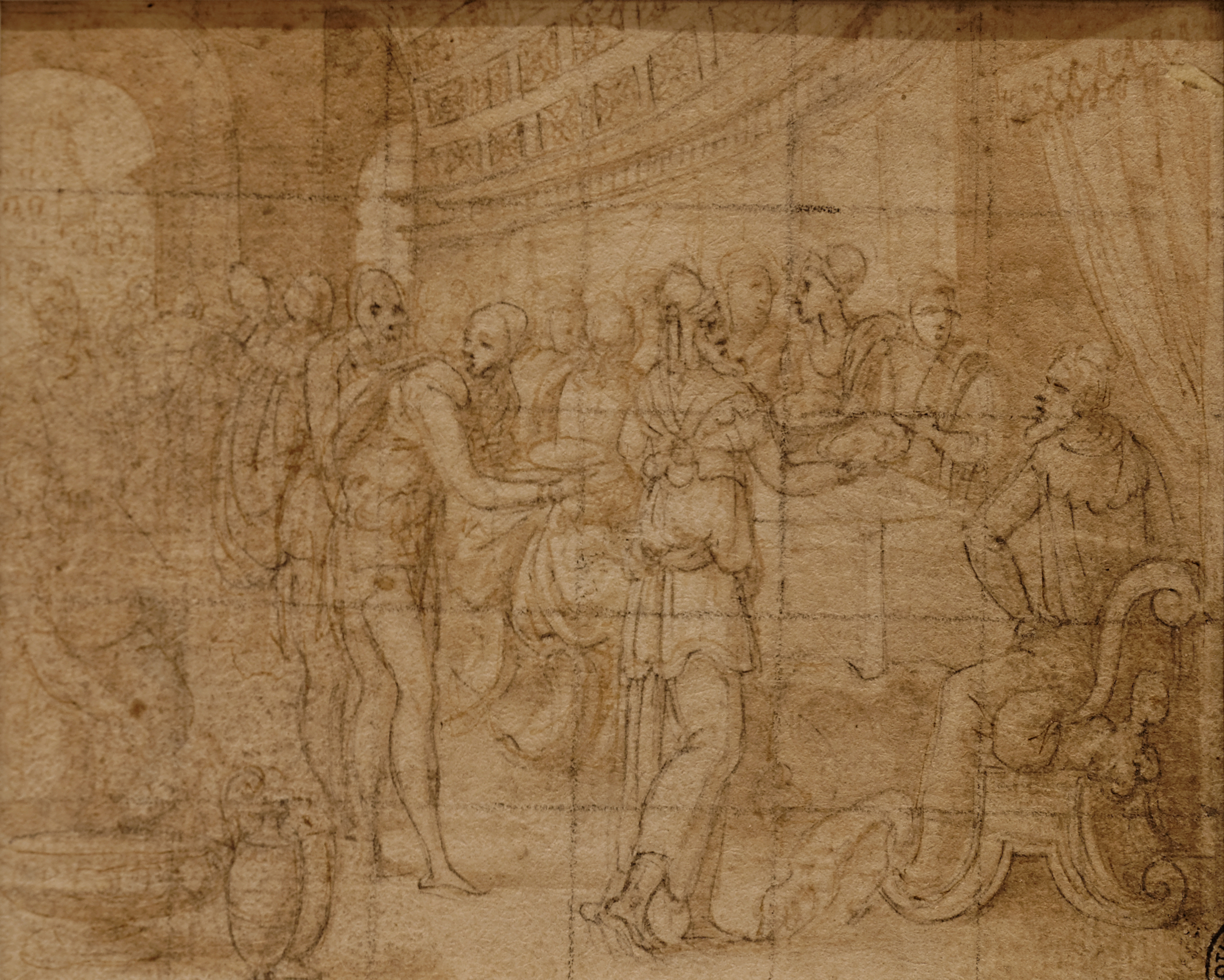
« Le Festin de Joseph »
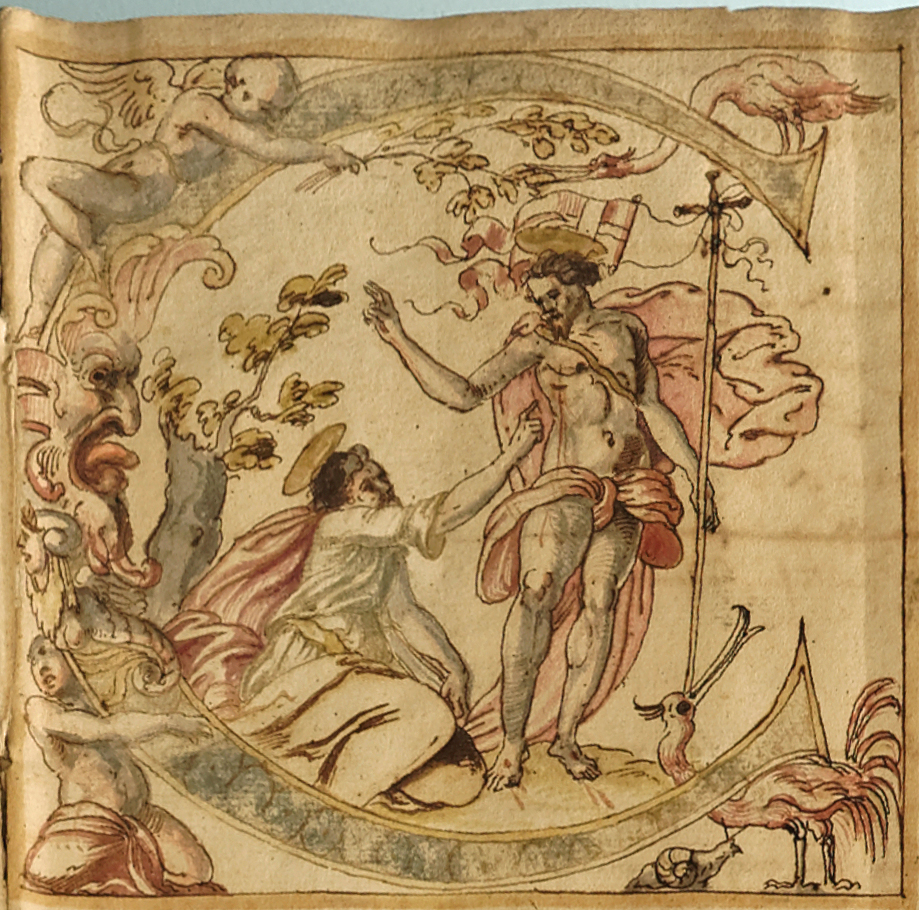
Lettrine C ornée avec Saint Antoine
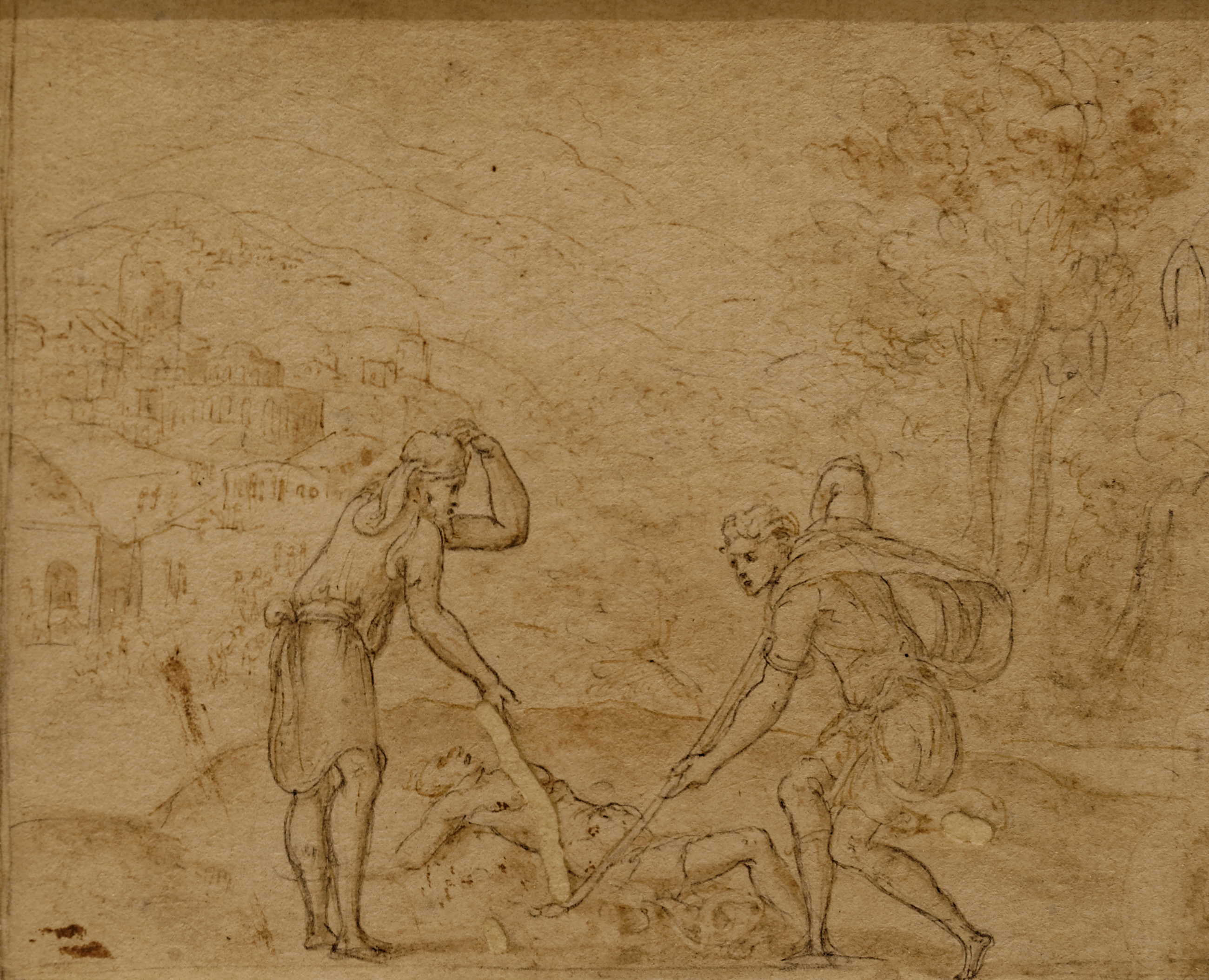
« Moïse cachant le corps de l’Égyptien dans le sable »
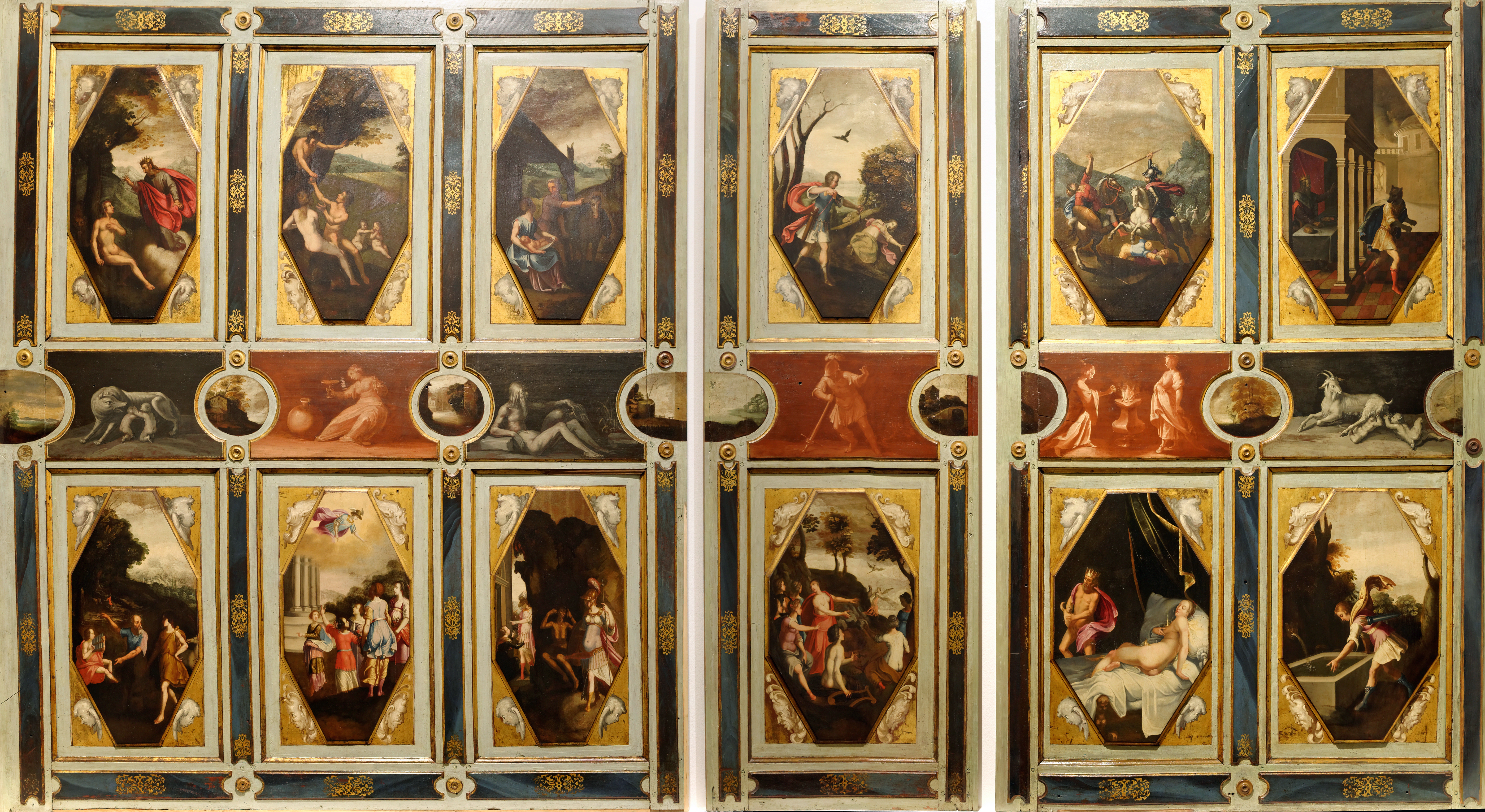
Boiseries d’après les Métamorphoses
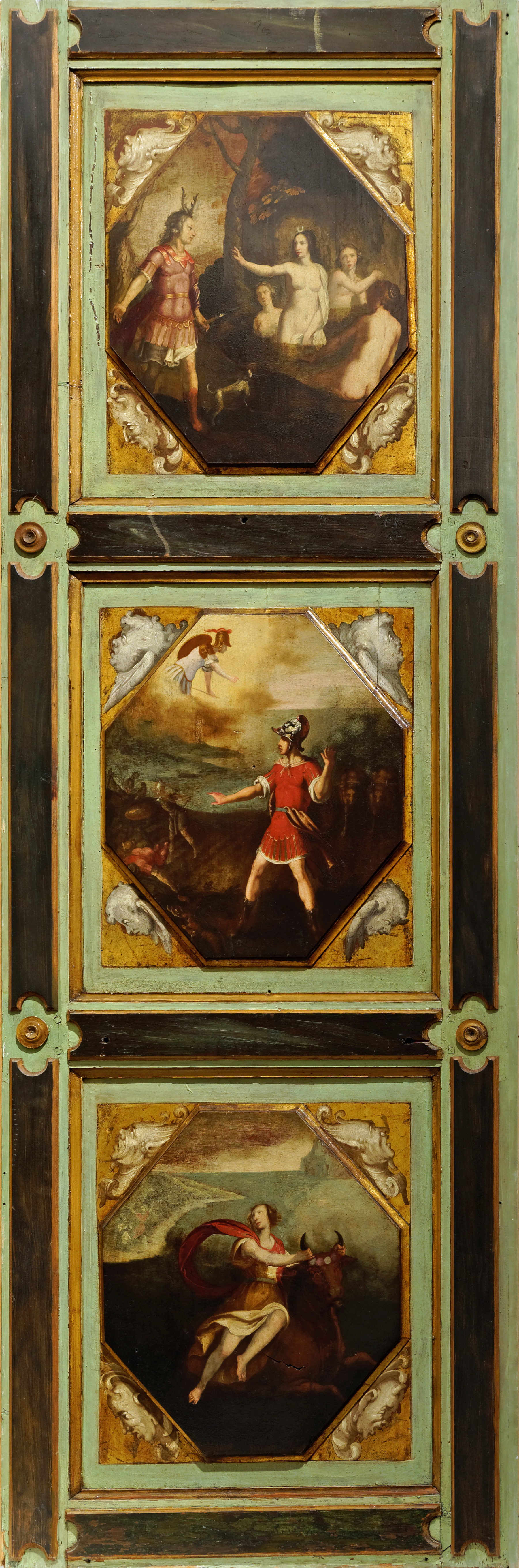
Boiseries d’après les Métamorphoses

### Ouvrages
- Natalis Rondot, Bernard Salomon, peintre et tailleur d'histoire à Lyon, au XVIe siècle, Lyon, Imprimerie de Moulins-Rusand, 1897.
- Émile Grangette, Bernard Salomon (diplôme dactylographié ; exemplaire conservé à la bibliothèque municipale de Lyon), Lyon, Faculté des Lettres, 1963.
- Alfred Cartier, Bibliographie des éditions des de Tournes : imprimeurs lyonnais ; mise en ordre avec une introduction  et des appendices par Marius Audin; et une notice biographique par E. Vial, Paris, Éditions des Bibliothèques nationales de France, 1970 (1re éd. 1937).
- Ghislaine Amielle, Recherches sur des traductions françaises des Métamorphoses d'Ovide, illustrées et publiées en France à la fin du XVe siècle au XVIe siècle, Paris, Jean Touzot, 1989.
- Estelle Leutrat, « Bernard salomon et la majolique : une circulation de formes au XVIe siècle », dans Majoliques européennes, Reflets de l'estampe lyonnaise, Faton, 2003 (ISBN 978-2-87844-056-0), p. 68-83.
- Estelle Leutrat, « L’image gravée de la ville au XVIe siècle : notes sur la vue de Lyon attribuée à Bernard Salomon », dans Costa, Sandra (dir), Représentations et formes de la ville européenne : le patrimoine et la mémoire, Paris, L’Harmattan, 2005, p. 63-83.
- Peter Sharratt, Bernard Salomon : illustrateur lyonnais, Genève, Droz, coll. « Travaux d’Humanisme et de Renaissance » (no CD), 2005, 534 p. (ISBN 2-600-01000-9, présentation en ligne).
- Maud Lejeune, Gravures et dessins de Bernard Salomon, peintre à Lyon au XVIe siècle, Genève, Droz, 2022, 659 p.
- Patrice Béghain, Bruno Benoit, Gérard Corneloup et Bruno Thévenon (coord.), Dictionnaire historique de Lyon, Lyon, Stéphane Bachès, 2009, 1054 p. (ISBN 978-2-915266-65-8, BNF 42001687).
- Vanessa Selbach, « De la diversité des activités d'un peintre à Lyon au XVIe siècle. Les cas de Bernard Salomon et Pierre Eskrich (vers 1540 - vers 1580) », dans Peindre à Lyon au XVIe siècle, sous la direction de Frédéric Elsig, Milan, Silvana Editoriale, Biblioteca d'arte, 2014.

- Henri et Julien Baudrier, « Bibliographie lyonnaise : recherches sur les imprimeurs, libraires, relieurs et fondeurs de lettres de Lyon au XVIe siècle », tomes 1 à 12, Paris, A. Brun, 1895-1921 (rééd. 13 volumes, 1964).

- Jacques Thirion, « Bernard Salomon et le décor des meubles civils français à sujets bibliques et allégoriques », dans René Frédou et al., Cinq études lyonnaises, Genève, Droz, 1966.
- Simone Collin-Roset, Emprunts lorrains à Bernard Salomon, dessinateur et graveur lyonnais du XVIe siècle, Nancy, Archives de Meurthe et Moselle, 1992.

- Natalis Rondot, Les orfèvres de Lyon du XIVe au XVIIIe siècle, Paris, 1888.

- Dominique Cordellier, « Sur quelques dessins attribués à des graveurs à Lyon au XVIe siècle : Bernard Salomon, Pierre Eskrich, Georges Reverdy et Pierre Woeiriot », dans Peindre à Lyon au XVIe siècle, sous la direction de Frédéric Elsig, Milan, Silvana Editoriale, Biblioteca d'arte, 2014.

- Herta Schubart, Die Bibelillustration des Bernard Salomon, Amorbach, Volkhardt, 1932.

### Articles
- Ghislaine Amielle, « Io, une métamorphose d'Ovide illustrée au XVIe siècle en France », Revue française d'Histoire du Livre, nos 64-65,‎ 1989, p. 245-259
- F. Rolle, « Bernard Salomon (le petit Bernard), peintre et graveur sur bois », Archives de l'Art français, 2ème, t. 1,‎ 1861, p. 413-436
- Philippe Hoch, « Bernard Salomon, illustrateur lyonnais », BBF, no 2,‎ 2006, p. 108-109
- Lejeune Maud, « Preparatory Drawings for Woodcuts by Renaissance Lyonnais Artist Bernard Salomon », Master Drawings, nos 52-02,‎ 2014, p. 147-180
- Donald Stone, Jr., « La Métamorphose d'Ovide figurée de Bernard Salomon : quelques sources », Nouvelles de l'estampe, N°15, mai-juin 1974, p.10-12.
- Séverine Clément-Tarantino, Florence Klein, Claire Paulian, « Lire les métamorphoses d'Ovide », cat. ex. virtuelle, NuBIS, Paris, Bibliothèque interunivesitaire de la Sorbonne.
- Emile Grangette et Anne Sauvy, « A propos des influences de Bernard Salomon. Recherches sur une série de peintures des Métamorphoses d'Ovide », dans René Frédou et al., Cinq études lyonnaises, Genève, Paris, 1966, p.69-76.
- Maud Lejeune, « Bernard Salomon dessinateur », dans Lyon Renaissance: arts et humanisme, sous la direction L. Virassamynaïken, Paris, Somogy, 2015.
- Maria Luisa Martin Anson, « La influencia de Bernard Salomon en la obra de Pierre Reymond : a proposito de unas piezas de la Colleccion Thyssen Bornemisza », Archivo espanol de arte, LXXI, 282, avril-juin 1998, p.125-136.
- Basil Nelis, « D’un Ovide chrétien à un Ovide burlesque, du Moyen Âge au Grand Siècle : continuités et changements dans la traduction et dans l’illustration des Métamorphoses perçus à travers deux éditions du XVIIe siècle », Anabases, N°30, 2019, p.143-160.

- Pierre Arizzoli-Clémentel, « Une boiserie peinte et dorée du début du XVIIe siècle au musée des Arts décoratifs de Lyon : exemple de l'influence du graveur lyonnais Bernard Salomon sur les arts mineurs », Bulletin des musées et monuments lyonnais, N°3, 1990, p.6-9.
- Estelle Leutrat, Des images pour l’imprimerie : les visages du livre illustré  à Lyon au XVIe siècle, GRYPHE, Dossier premières impressions lyonnaises, N°26, novembre 2016.